# Sebastian Kłosiński
Sebastian Kłosiński (Varsovia, 4 de agosto de 1992) es un deportista polaco que compite en patinaje de velocidad sobre hielo. Ganó una medalla de bronce en el Campeonato Europeo de Patinaje de Velocidad sobre Hielo en Distancia Individual de 2018, en la prueba de velocidad por equipos.

## Palmarés internacional
| Campeonato Europeo en Distancia Individual | Campeonato Europeo en Distancia Individual | Campeonato Europeo en Distancia Individual | Campeonato Europeo en Distancia Individual |
| Año                                        | Lugar                                      | Medalla                                    | Prueba                                     |
| ------------------------------------------ | ------------------------------------------ | ------------------------------------------ | ------------------------------------------ |
| 2018                                       | Kolomna (Rusia)                            | Medalla de bronce                          | Velocidad por equipos                      |